# Juan Rodríguez Clara
Juan Rodríguez Clara är en ort i Mexiko.   Den ligger i kommunen Juan Rodríguez Clara och delstaten Veracruz, i den sydöstra delen av landet, 400 km öster om huvudstaden Mexico City. Juan Rodríguez Clara ligger 148 meter över havet och antalet invånare är 14 628.
Terrängen runt Juan Rodríguez Clara är huvudsakligen platt. Juan Rodríguez Clara ligger uppe på en höjd. Runt Juan Rodríguez Clara är det ganska glesbefolkat, med 27 invånare per kvadratkilometer. Juan Rodríguez Clara är det största samhället i trakten. Trakten runt Juan Rodríguez Clara består till största delen av jordbruksmark.